# República Federal Txeca i Eslovaca
La República Federal Txeca i Eslovaca (txec/eslovac: Česká a Slovenská Federativní / Federatívna República) va ser el nom oficial de Txecoslovàquia entre l'abril de 1990 i el 31 de desembre de 1992, quan el país es va dissoldre en la República Txeca i la República Eslovaca.
Des de 1960, el nom oficial havia estat el de República Socialista Txecoslovaca (Československá socialistická republika). Arran de la Revolució de Vellut de 1989, el flamant president Václav Havel va anunciar que el terme "socialista" cauria del nom oficial del país. Encara que el retorn a la forma anterior a 1960, Československá republika (República Txecoslovaca) semblava obvi, els polítics eslovacs van objectar que aquesta forma relegava massa la presència d'Eslovàquia. En el que s'anomenà la Guerra del guió, els eslovacs proposaren d'introduir aquest signe gràfic en el nom: Txeco-Eslovàquia. Finalment, i després de moltes negociacions, el compromís fou la forma República Federal Txeca i Eslovaca (Llei Constitucional 101/1990 del 23 d'abril).
Durant l'existència d'aquest estat, la Constitució de 1960 es va mantenir en vigor amb caràcter provisional. Tot i això, havia estat substancialment modificada per esporgar-ne el caràcter comunista. De fet, encara s'estava treballant per establir una constitució permanent quan es va dissoldre el país.